# Lukas Kochanauskas
Lukas Kochanauskas (27 febbraio 1990) è un ex calciatore lituano, di ruolo attaccante.

## Carriera
In carriera ha giocato 7 partite di qualificazione per l'Europa League, realizzandovi anche una rete.